# Tramell Tillman
Tramell Tillman (ur. 17 czerwca 1985 w Waszyngtonie) – amerykański aktor teatralny i telewizyjny, znany przede wszystkim z roli Setha Milchicka w serialu science fiction Severance (2022) produkcji Apple TV+.

## Życiorys
Wychował się w Largo w stanie Maryland, jako najmłodszy z sześciorga rodzeństwa. W dzieciństwie był bardzo nieśmiały, a pierwszą rolę zagrał w przedstawieniu bożonarodzeniowym w kościele, w którym występowali także jego rodzice.
Początkowo planował zostać ortopedą i rozpoczął studia na Xavier University of Louisiana. Następnie uzyskał licencjat z komunikacji na Jackson State University, a po studiach pracował w organizacji Children’s Defense Fund, wspierając młodzież dotkniętą skutkami huraganów Katrina i Rita.
Do aktorstwa skłonił go mentor akademicki, dr Mark G. Henderson. Po nieudanym przyjęciu na University of Iowa, rozpoczął naukę w University of Tennessee w Knoxville, gdzie w 2014 roku uzyskał tytuł magistra sztuk pięknych (MFA) jako pierwszy czarnoskóry mężczyzna kończący ten program.

## Kariera
Od 2014 roku mieszka w Nowym Jorku. Po krótkim pobycie w Los Angeles w 2017 roku, powrócił na Wschodnie Wybrzeże. Wystąpił m.in. w serialu Dietland oraz w broadwayowskiej sztuce The Great Society. 
W 2019 roku otrzymał rolę Setha Milchicka w Severance. Postać Milchicka – pracownika działu kadr, który nie przeszedł procedury „oddzielenia” – została określona przez krytyków jako bezwzględna i przerażająco opanowana. Aktor przyznał, że intensywna praca nad serialem skłoniła go do refleksji nad własnym podejściem do równowagi między życiem zawodowym a prywatnym.

## Życie prywatne
Tillman identyfikuje się jako osoba homoseksualna. Przez wiele lat nie ujawniał swojej orientacji publicznie, ale ostatecznie postanowił żyć w zgodzie ze swoją tożsamością. Jest abstynentem alkoholowym. Angażuje się w działania na rzecz społeczności LGBTQ+, zdrowia psychicznego, edukacji oraz sztuki – zwłaszcza w kontekście wsparcia dla społeczności czarnoskórych i latynoskich w Nowym Jorku.

## Filmografia

### Seriale telewizyjne
- 2022–obecnie – Severance jako Seth Milchick[1]